# Saint-Martin-le-Vinoux
Saint-Martin-le-Vinoux é uma comuna francesa na região administrativa de Auvérnia-Ródano-Alpes, no departamento de Isère.

## Cidades-irmãs
- Brotterode, Alemanha (1993)
- Moribabougou, Mali (1998)
- Bălcești, Roménia (1998)